# Bulla ossea

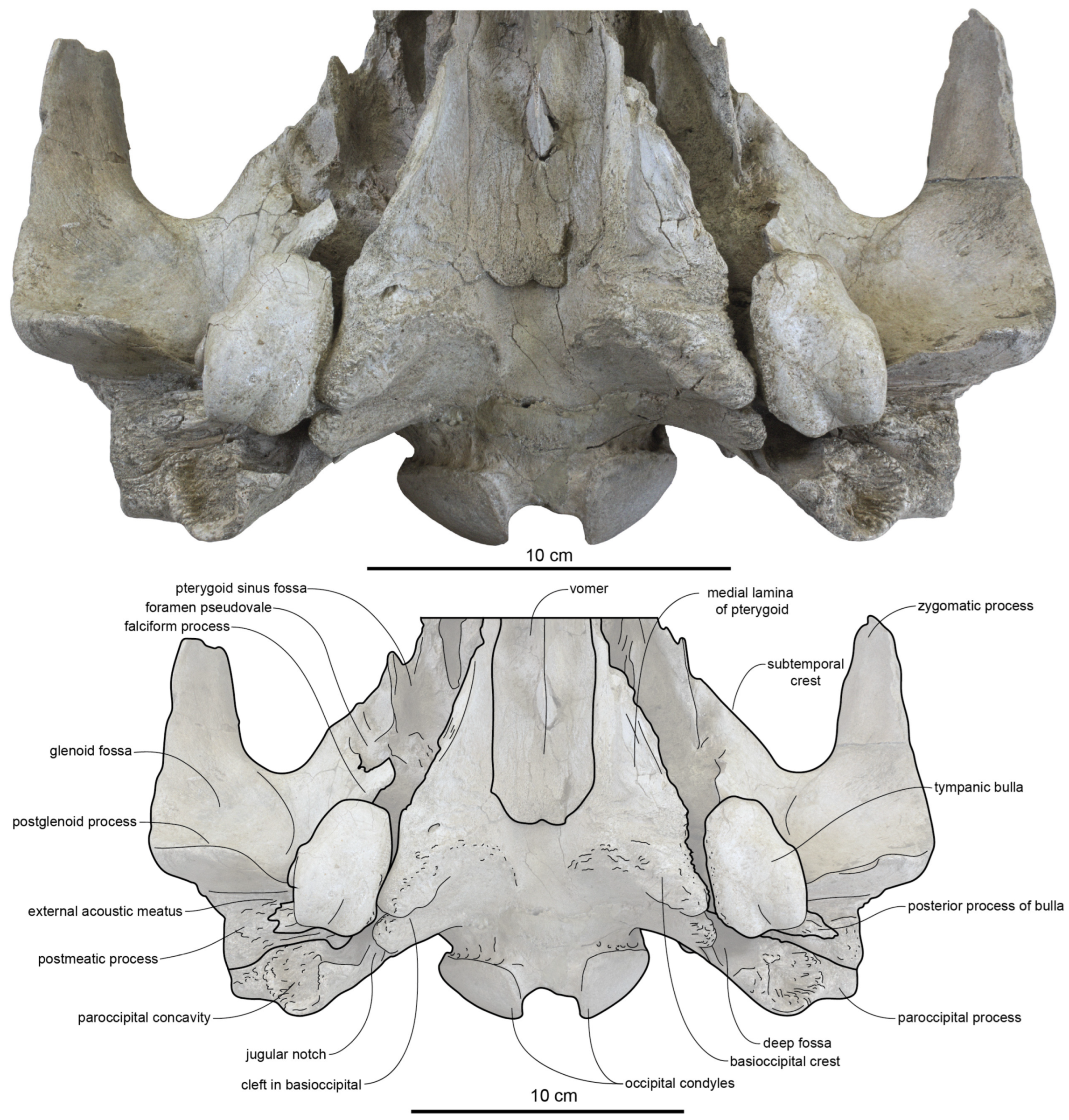
Schädel des fossilen Wals Xenorophus sloanii in ventraler Ansicht, mit beiden Bullae osseae in situ.

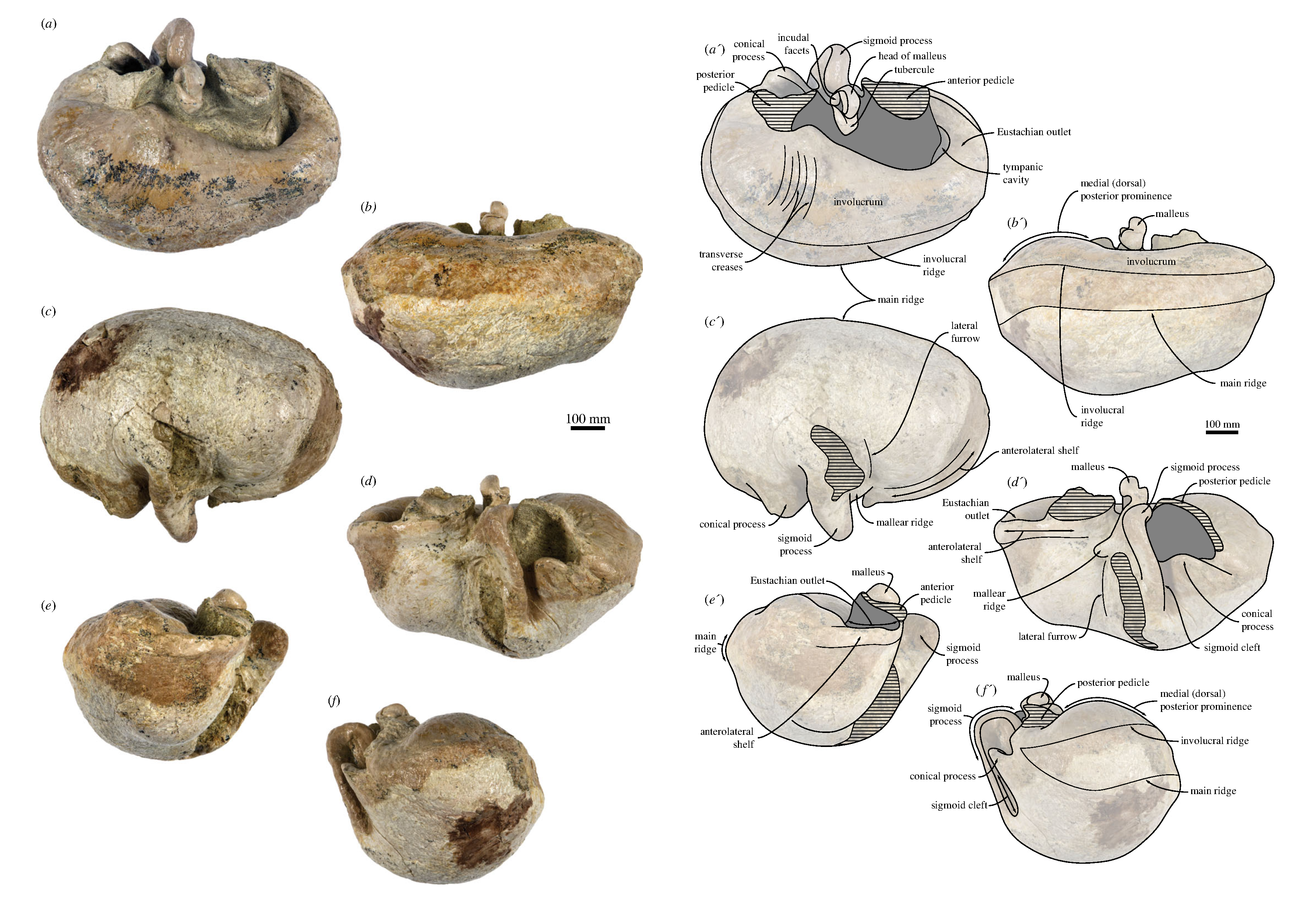
Isolierte Bulla tympanica des fossilen Wals Incakujira anillodefuego in verschiedenen Ansichten.

Als Bulla ossea (Plural: Bullae osseae) oder Bulla tympanica (in der englischsprachigen Fachliteratur meist tympanic bulla oder einfach nur bulla genannt) werden die für Wale typischen Verschmelzungen der Gehörkapsel von Felsenbein und Paukenbein bezeichnet, die als blasenförmige Knochenauftreibung („Gehörblase“ oder „Ohrkapsel“) mit dem Schädel selbst nur locker durch Bänder verbunden und in Binde- und Fettgewebe eingebettet sind.

## Aufbau und Form
Die Knochenstruktur der Bulla ossea ist sehr dicht. Das Spezifische Gewicht der Bulla ist etwa doppelt so hoch wie das der übrigen Schädelknochen. Die Masse einer Bulla kann bei ausgewachsenen Bartenwalen mehr als 1 kg betragen. Die Ohrkapsel weist eine rostral ausgerichtete Öffnung auf. Bei den Bartenwalen und den Pottwalen sind die Bullae osseae besonders groß ausgebildet und weisen flügelförmige Verlängerungen (Processus mastoideus) auf, die lose mit dem restlichen Felsenbein verbunden sind. Bei den meisten anderen Zahnwalen sind keine auffällig vergrößerten Flügelknochen vorhanden.

## Funktion
Bullae osseae spielen eine Rolle bei der Schallleitung im Gehör der Wale.

## Cetolithe
Nach dem Tod können sich diese Bullae lösen und werden als Cetolithen fossiliert. Entsprechend werden sie häufig als isolierte Knochenreste gefunden.